# Robin Walker (diseñador de videojuegos)
Robin Walker es un diseñador de videojuegos australiano, popular por el codesarrollo de Team Fortress Quake, Team Fortress Classic, Team Fortress 2 y Half-Life: Alyx. Estudió en la universidad RMIT de Melbourne, Australia.

## Carrera

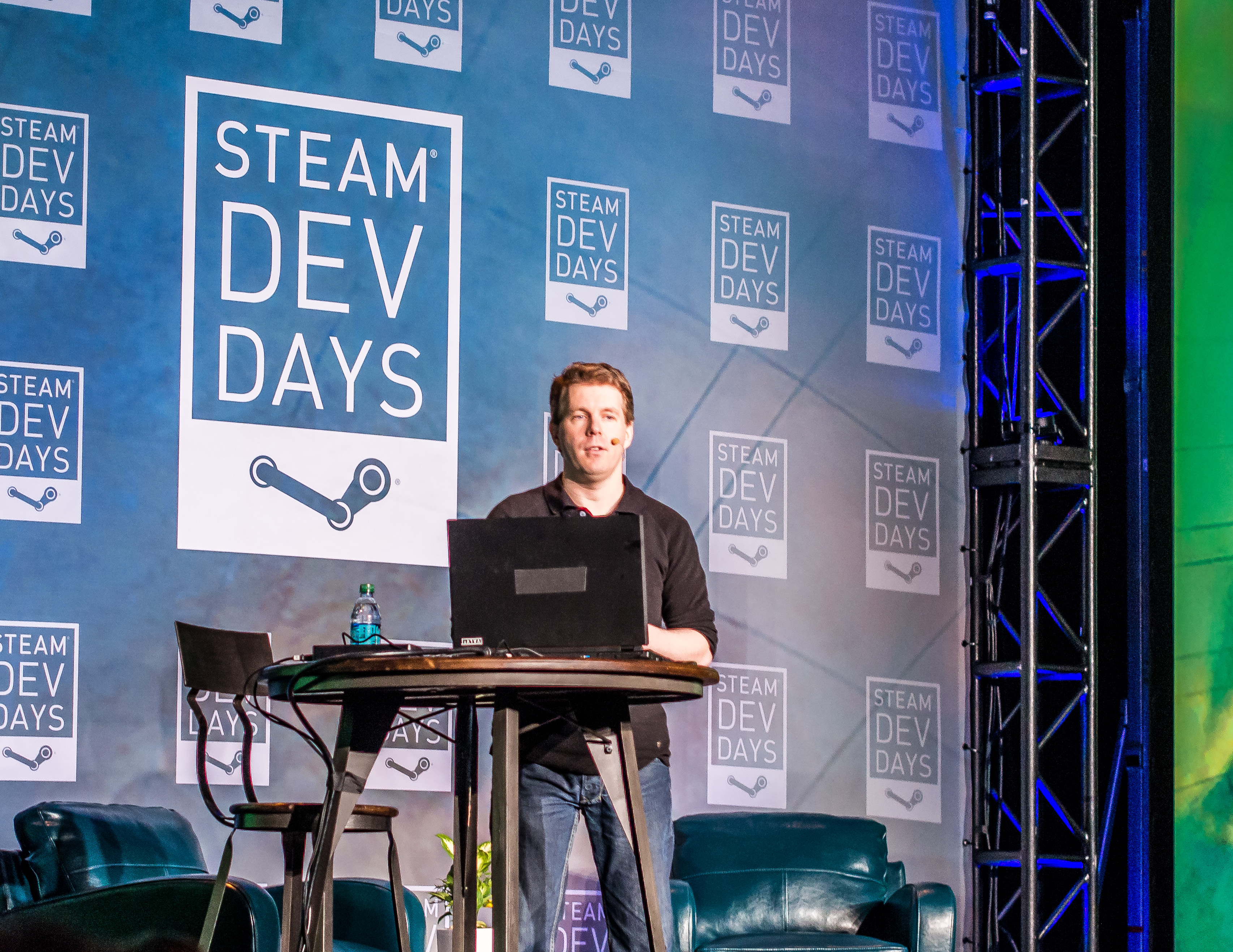
Robin Walker en los «Steam Dev Days» en 2014.

Junto a John Cook e Ian Caughley, Walker empezó a trabajar en Team Fortress como un mod para QuakeWorld de id Software en 1996. Debido a la popularidad del producto, el equipo de Valve se interesó en contratarlo para trabajar en el pequeño proyecto de Team Fortress Classic y posteriormente en el gran éxito de Team Fortress 2.
Walker ha desempeñado funciones de desarrollo en varios juegos de Valve, incluyendo Half-Life 2 y Dota2. En la actualidad, Walker se ha centrado en la colisión de la economía y el diseño de videojuegos, en un intento de transformar Team Fortress 2 de un producto triple A a un videojuego gratuito basado en microtransacciones. En noviembre de 2019, Walker se puso a trabajar como programador en el juego insignia de realidad virtual de Valve, Half-Life: Alyx, que se publicó el 23 de marzo de 2020.

## Méritos
| Año  | Título de juego              | Trabajo          |
| ---- | ---------------------------- | ---------------- |
| 1996 | Team Fortress (mod de Quake) | Cocreador        |
| 1998 | Half-Life                    | Programador      |
| 1999 | Team Fortress Classic        | Diseñador        |
| 2000 | Counter-Strike               | Programador      |
| 2000 | Gunman Chronicles            | Programador      |
| 2004 | Half-Life 2                  | Programador      |
| 2005 | Half-Life 2: Lost Coast      | Diseño de nivel  |
| 2006 | Half-Life 2: Episode One     | Jefe de proyecto |
| 2007 | Portal                       |                  |
| 2007 | Team Fortress 2              | Jefe de diseño   |
| 2009 | Left 4 Dead                  | Programador      |
| 2013 | Dota 2                       |                  |
| 2020 | Half-Life: Alyx              | Programador      |